# Fritz Bosset
Fritz Bosset (* 22. Februar 1853 in Avenches als Fréderic Gérard Bosset; † 24. Februar 1935 in Corcelles-près-Payerne, heimatberechtigt in Avenches) war ein Schweizer Politiker (FDP).

## Biografie
Fritz Bosset kam am 22. Februar 1853 in Avenches als Sohn des Landwirts Frédéric Marc Bosset und der Caroline geborene Fornerod zur Welt. Er besuchte von 1867 bis 1870 die Realschule und das Gymnasium in Bern. Nach einem in den Jahren 1870 bis 1872 absolvierten Praktikum war Bosset als Notar tätig .Schliesslich zwang ihn eine Sehbehinderung zur Aufgabe seines Berufs, woraufhin er ein neues Betätigungsfeld in der Landwirtschaft fand. Zudem fungierte er als Mitbegründer des Journal de Payerne.
Er war verheiratet mit Lénora geborene Delacour. Fritz Bosset starb am 24. Februar 1935 zwei Tage nach Vollendung seines 82. Lebensjahres in  Corcelles-près-Payerne. Sein Neffe Norbert war ebenfalls politisch tätig.
Sein erstes politisches Amt übte Bosset seit 1893 als Vertreter der Liberalen Partei im Grossen Rat des Kantons Waadt aus. 1897 scheiterte seine Wiederwahl, da ihm sein Übertritt zur Freisinnigen Partei übel genommen wurde. Seit 1901 war Bosset im Waadtländer Grossrat vertreten, ehe er sich 1905 aus gesundheitlichen Gründen zurückzog. 1913 wurde er in einer Ersatzwahl in den Nationalrat, dem er bis 1922 angehörte, gewählt.
Bosset trat als entschiedener Gegner des Proporzsystems auf. Seine Deutschkenntnisse machten Bosset in Bern zu einem Vermittler zwischen Deutschschweizern und Welschen. Er engagierte sich in landwirtschaftlichen Fragen und förderte deren Mechanisierung. Ausserdem beteiligte sich Bosset an  einem Gesetzesentwurf zur Bekämpfung von Tierseuchen.